# 슬로게트플라이쥐
슬로게트플라이쥐(학명: Myotomys sloggetti)는 쥐과에 속하는 설치류의 일종이다. 레소토 남부와 남아프리카공화국에서 발견된다. 자연 서식지는 아열대 또는 열대 기후 지역의 고지대 초원, 습지, 암반 지대이다. 일반명과 학명은 남아프리카에서 복무했고 1902년 텔폰테인에서 표본을 수집한 아서 슬로게트(Arthur Sloggett) 대령의 이름을 따서 명명했다. 흔하게 발견되는 종으로 국제 자연 보전 연맹(IUCN)이 "관심대상종"으로 분류하고 있다.

## 특징
두껍고 부드러우며 섬세한 털을 가진 중간 크기의 설치류이다. 머리는 크고 뭉툭한 주둥이를 갖고 있다. 수염 주변의 피부가 아프리카플라이쥐속(Otomys)의 다른 설치류와 구별되는 특징이다. 귀는 작고 가장자리가 진한 색을 띤다. 상체는 회색빛 담황색이고, 옆구리는 회색빛 갈색이다. 상체는 엷은 황갈색빛의 흰색이다. 꼬리는 짧고, 길이는 머리부터 몸까지 길이의 약 절반 정도이다. 검은색 윗면과 담황색의 아랫면의 두 가지 색을 띤다.

## 분포 및 서식지
슬로게트플라이쥐는 아프리카 남부의 토착종으로 남아프리카공화국과 레소토에서 발견된다. 암반 서식지와 산악 초원 지대의 습윤, 건조 지역 모두의 해발 2000m 이상 고도에서 서식하며, 해발 2600m 이상에서 보통 발견된다.